# 徐元 (清朝官员)
徐元（？—？），仁和县人，是一名清朝地方官员。贡生出身。
徐元曾于乾隆四十年接替方体泰任福州府知府一职，乾隆四十三年由景昌接任。